# Cazzano di Tramigna
Cazzano di Tramigna är en ort och kommun i provinsen Verona i regionen Veneto i Italien. Kommunen hade 1 494 invånare (2018).